# Patrick Norton
Patrick Norton (* 1928 im County Kildare, Irland) ist ein früherer irischer Politiker der Irish Labour Party und der Fianna Fáil. Er war von 1965 bis 1969 Teachta Dála (Abgeordneter) im Dáil Éireann, dem irischen Unterhaus, und von 1969 bis 1973 Mitglied im Seanad Éireann, dem Oberhaus im Oireachtas.

## Biografie
Norton ist der Sohn des Labour-Politikers William Norton und Unternehmer. Er hatte 1964 versucht, bei der Nachwahl für seinen verstorbenen Vater im Wahlkreis Kildare dessen Sitz zu erringen. Dies gelang ihm nicht. Bei den Wahlen 1965 konnte er dann genügend Stimmen erzielen und zog in den Dáil ein. Er gehörte zu den rechten Kritikern innerhalb von Labour. Als er im Rechtsstreit um seine Ländereien bei einem Parteitag angegriffen wurde, erklärte er im Dezember 1967 seinen Austritt aus der Partei. Im Februar 1969 trat er in die Fianna Fáil ein. Bei den Wahlen zum Dáil Éireann 1969 verfehlte er die erforderlichen Stimmenzahl für einen Sitz. Er wurde stattdessen über die Verwaltungsliste in den Seanad Éireann gewählt. Er versuchte noch einmal, bei den Wahlen 1973 für den Wahlkreis Dublin South-East in den Dáil einzuziehen. Er blieb ohne Erfolg.